# Dachlatte

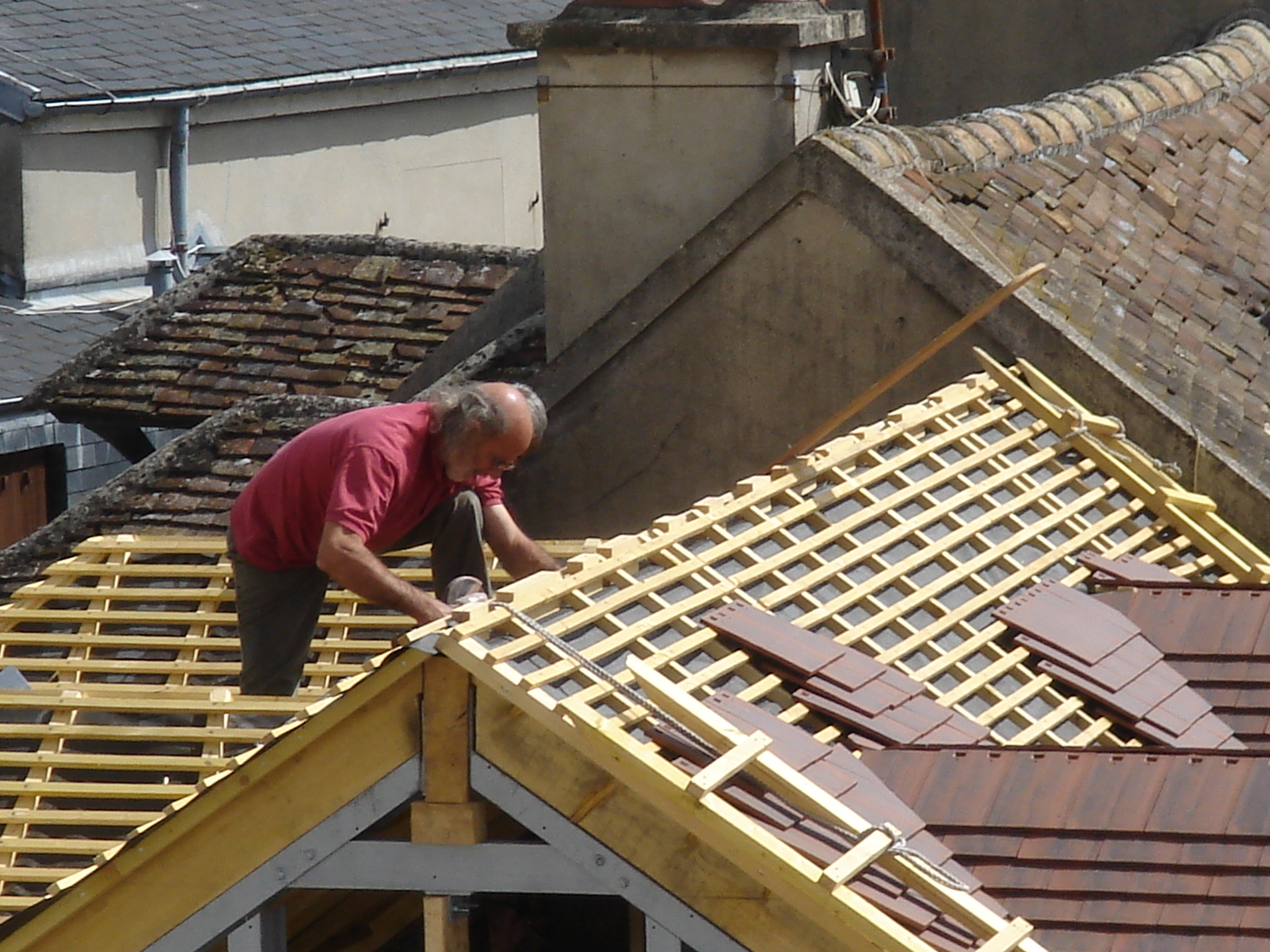
Eingelattetes Dach wird gedeckt

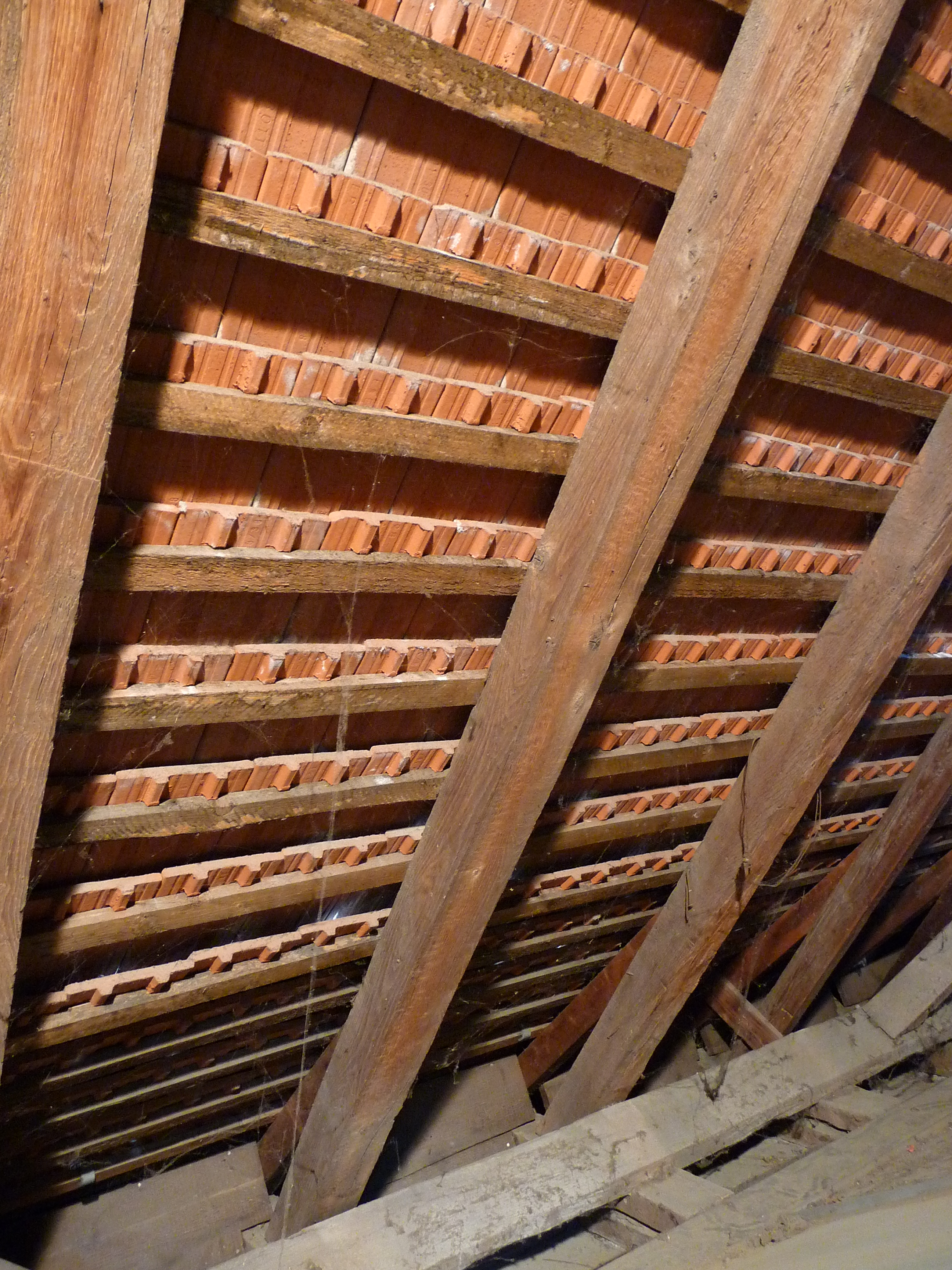
Biberschwanz-Ziegel liegen auf den Dachlatten auf (Innenseite)

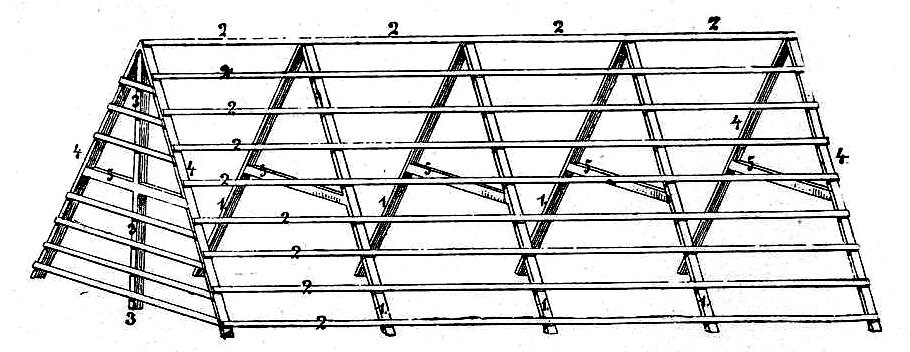
Dachkonstruktion (Schema)

Dachlatten (auch Ziegellatten) sind Holzlatten, welche die Dachdeckung tragen und quer direkt auf den Sparren oder auf der Konterlattung vernagelt sind.

## Verwendung und Konstruktion
Dachlatten werden im Gegensatz zu Sparren nicht hochkant, sondern wegen der größeren Befestigungsfläche und der Randabstände für die Nagelung flach befestigt. Der Abstand der Dachlatten hängt von der verwendeten Dachdeckung ab. Die Lattenweite wird von Oberkante zu Oberkante gemessen. Die unterste Reihe Dachziegel bzw. -steine liegt in der Regel traufseitig auf der Traufbohle, der Trauflatte oder zwei übereinander genagelten Latten. Vier auf Sechser Dachlatten werden auch zur Aussteifung des Daches als Windrispe verwendet.
Die Lage der Trauflatte richtet sich danach, ob eine Dachrinne und ein Traufblech vorgesehen sind.
Nachdem Firstlatte und Trauflatte angebracht sind, wird der Abstand zwischen beiden gemessen, um ihn so auf die erforderliche Lattenweite aufzuteilen, dass die Ziegelreihen alle den gleichen Abstand (Überdeckung) voneinander haben. Die Abstände werden entweder auf den Sparren angetragen oder mithilfe eines Lattenknechts auf die Lattung übertragen. Die Latten werden gewöhnlich mit jeweils einem einzelnen Nagel auf dem Sparren befestigt. Die Nagellänge muss mindestens die zweieinhalbfache Lattenstärke oder eine Lattenstärke und den zwölffachen Nageldurchmesser haben.
Die Latten müssen gesund und trocken sein und wenigstens drei scharfgeschnittene Eckkanten besitzen. Besitzt die Latte eine bestossene bzw. Baumkante, so muss diese im unteren Teil der Latte liegen, nach oben weisen und darf nicht breiter als die Lattenstärke sein.

## Abmessungen und Auswahl
Die Standardabmessungen müssen in der für den Verwendungszweck festgelegten Endfeuchte (ca. 20 % Holzfeuchte) 24 × 48 mm, 30 × 50 mm oder 40 × 60 mm betragen (nach DIN 4070-1). Der Einschnitt erfolgt bei frischem (feuchtem) Rundholz mit ca. 3 % Übermaß. Wahlweise wird das Rohmaterial vor dem Einschnitt im Sägewerk in der Trockenkammer auf ca. 20 % Holzfeuchte getrocknet, wodurch ein maßhaltiger Einschnitt ermöglicht wird. Für Dachlatten aus Holz mit Querschnitten von 40 × 60 mm bei Sparreneinteilungen e <= 1,0 m, von 30 × 50 mm bei e <= 0,80 m und von 24 × 48 mm bei e <= 0,70 m ist kein statischer Nachweis erforderlich.

## Normung
Die Dachlatte unterliegt der DIN 4074 Teil 1, sofern sie für konstruktive Zwecke (z. B. Dacheindeckung) genutzt wird. Sie wird hierin unterschieden von der herkömmlich produzierten Latte, deren Güteklasse nach den Tegernseer Gebräuchen festgelegt wird; diese Latte unterliegt nicht der DIN und darf in der herkömmlichen Form nicht für den Gebrauch als tatsächliche Dachlatte genutzt werden. Die DIN 4074 weist die Sortierung der Latte nach Tragfähigkeit (gesteuert z. B. durch Astanzahl und -größe) in der S10-Sortierung als tatsächliche Dachlatte aus und schützt durch die Festlegung der DIN den Begriff auch rechtlich.